# Teater Sirius
Teater Sirius (även Sirius-teatern) är en teater som grundades 1991 i Helsingfors. 
Teater Sirius har specialiserat sig på experimentell, alternativ teater och på att leta fram pjäser som aldrig förr eller sällan spelats i Finland. Den första uppsättningen 1992 var en originell version av Peter Weiss Vandring för tre röster. Paul Olin, Frank Skog och Niklas Groundstroem vandrade då i Helsingfors och framförde texten som kändes helt absurdistisk mot de olika miljöerna. Regissör var Peter Lüttge, och dessa fyra herrar kom sedan att tillhöra stödtruppen inom teatern. Åt 1996 satte teatern med Peter Lüttge som regissör upp en mycket annorlunda variant av August Strindbergs Carl XII, under bar himmel på Råholmsstranden. Kungens livgarde bestod av snaggade skinheads. 
Teater Sirius största satsning någonsin var kulturstadsprojektet Martin Luther och Thomas Münzer efter en pjäs av Dieter Forte. Teamet turnerade sommaren 2000 i alla nio kulturstäder i Europa, med den tokroliga och respektlösa pjäsen, som till formen liknade medeltida torgteater. Premiären i Helsingfors ägde rum på Senatstorget. Ett ytterst blandat mottagande fick Lars Noréns pjäs Personkrets 3:1, en fem timmar lång Via Dolorosa till social misär, fattigdom, narkotikamissbruk, sinnessjukdom i Arn-Henrik Blomqvists regi i Betaniahuset. Uppsättningen var ett samarbete med Svenska Teatern och Teaterhögskolan och precis som i Sverige pendlade kritiken efteråt från välvillig till nedgörande. En så skakande svartmålning av livet, människorna och samhället hade inte ens Norén själv dittills mäktat med. 
Teater Sirius tillhör takorganisationen Universum, som tillsammans med Teater Mars, Teater Venus och Aurinkoteatteri använder Betaniahuset. Hösten 2006 satte Teater Sirius och Viirus tillsammans upp den provokativa samtidsskildringen Clockwork på Råholmen under ledning av den isländska regissören Þorleifur Örn Arnarsson.